# Чернила для пятого класса
«Чернила для 5-го класса» — российская музыкальная поп-группа, созданная Сергеем Кузнецовым.

## История
Поп-группа «Чернила для пятого класса» была организована как музыкальный boy band в Оренбурге осенью 1992 года и стала четвёртым (после «Ласкового мая», «Мамы» и «Маугли») подростковым музыкальным проектом композитора Сергея Кузнецова.
Первоначально в состав группы входили двенадцатилетний солист Игорь Веряскин, гитарист Юрий Прибылов, клавишник Алексей Касимов (до 1995 г.), барабанщик Дмитрий Ярмолюк (скончался в 1998 г. от передозировки героином), звукорежиссёр Олег Андреев, костюмер Елена Дроздова, постановщик света Сергей Дядюн, светотехник Геннадий Андриевских (погиб в 1994 г.) и Сергей Кузнецов — автор песен, исполнявшихся коллективом.
Затем произошли изменения, и до января 2000 года в сценический состав группы входили:
- Игорь Веряскин — вокалист;
- Юрий Прибылов — гитарист;
- Александр Гуляев — клавишник;
- Сергей Дядюн — ударные.

Запись первой песни — «Возвращение» — состоялась 24 марта 1993 г., а 4 апреля группа впервые вышла на сцену концертного зала и приняла участие в телемарафоне в помощь детям-сиротам в прямом эфире Оренбургского телевидения.
В том же 1993 году был обнародован первый альбом группы — «Побег» и началась концертная деятельность по городам Российской Федерации.
С 1997 года группа неоднократно работала на ведущих концертных площадках города Москвы.
В феврале 2000 года бессменный солист группы Игорь Веряскин записал первый дуэт с певицей Жанной Гамит, который в дальнейшем перерос в устойчивый творческий тандем.
С этого времени проект группа «Чернила для 5-го класса» практически был завершён.

## Дискография
| 1993 г. «Побег»                                                                |
| ------------------------------------------------------------------------------ |
| 1. Письмо 2. Я тебе объявляю войну 3. Беглец 4. Побег 5. Звезда 6. Возвращение |

| 1994 г. «Анестезия дождя» (не издан)                                                                            |
| --- |
| 1. Последний снег 2. Не обижайся 3. Мама 4. Снова дожди 5. Пусть, увы… 6. Я так устал 7. Взрослый сын 8. Письмо |

| 1997 г. «Люби меня» |
| --- |
| 1. Забудь моё имя 2. Люби меня 3. Не обижайся 4. Злая снежная пыль 5. Падла 6. Я тебе объявляю войну 7. Золотой укол 8. Старая церковь 9. Твоя последняя зима 10. Night 11. Это зима 12. Прости 13. Ещё полгода |

| 1998 г. «Волчья кровь» |
| --- |
| 1. Дрянь 2. Голубое небо 3. Волчья кровь 4. Весенний дождь 5. Верните мне… 6. Зажгите свечи 7. Последний снег 8. Старый дом 9. Снова дожди 10. Ты просто был 11. Мама 12. Звезда 13. Малолетка (Возвращение) |

| 1999 г. «Шипы и розы» |
| --- |
| 1. Розовый вечер 2. Всё… 3. Я откровенен… 4. Зим-зима 5. Белые розы 6. Седая ночь 7. Тающий снег 8. Пусть на улице грязь 9. Снег в сентябре 10. Глупые снежинки 11. Месяц осени |

| 2000 г. «Листья-птицы» |
| --- |
| 1. Возьми меня с собой 2. Листья-птицы 3. Я тебе объявляю войну 4. Месяц до зимы 5. Забудь моё имя 6. Малолетка 7. Мама 8. Не обижайся 9. Верните мне 10. Весенний дождь 11. Голубое небо 12. Люби меня 13. Тающий снег |

| 2000 г. «Клякса на синем небе» |
| --- |
| 1. Стекловата (исп. гр. «Стекловата») 2. Ветер 3. Люби меня (ремикс) 4. Письмо (ремикс) 5. Я так устал 6. Снег в сентябре 7. Змей (исп. Ю. Прибылов) 8. Месяц осени 9. Пусть, увы… 10. Зим-зима 11. Пятый угол (исп. Ю. Прибылов) 12. Не подпишусь (исп. Ю. Прибылов) 13. Бред (исп. Ю. Прибылов) 14. Пусть на улице грязь 15. Я откровенен… 16. Один (instrumental) |

Примечание: Звучание одних и тех же песен в разных альбомах кардинально отличается в зависимости от возраста солиста.
Группа исполняла и песни групп «Ласковый май» и «Мама», некоторые песни группы «Чернила для пятого класса» исполняли Юрий Шатунов и группа «Стекловата».